# Radiohead
Radiohead — англійський рок-гурт, заснований у 1985 році в Абінгдоні, графство Оксфордшир. До складу гурту входять Том Йорк (вокал, гітара, піаніно, клавішні), брати Джонні Ґрінвуд (гітара, клавішні, інші інструменти) і Колін Ґрінвуд (бас), Ед О'Браєн (гітара, бек-вокал) і Філіп Селвей (ударні, перкусія). З 1994 року вони працюють з продюсером Найджелом Ґодрічем і художником обкладинок Стенлі Донвудом. Експериментальний підхід Radiohead сприяє розвитку звучання альтернативного року.
«Radiohead» підписали контракт з лейблом EMI у 1991 році і випустили свій дебютний альбом Pablo Honey у 1993 році. Їхній дебютний сингл «Creep» став світовим хітом, а популярність і визнання критиків зросли з виходом альбому The Bends у 1995 році. Їхній третій альбом, OK Computer (1997), визнаний знаковим і одним з найкращих альбомів у популярній музиці, зі складним продакшеном і темами сучасного відчуження.
Четвертий альбом «Radiohead», Kid A (2000), ознаменував кардинальну зміну стилю, увібравши в себе впливи електронної музики, джазу, класичної музики та краут-року. Хоча Kid A розділив слухачів, пізніше він був названий найкращим альбомом десятиліття за версією багатьох видань. За ним послідував Amnesiac (2001), записаний під час тих же сесій. Hail to the Thief (2003), з текстами пісень, присвяченими війні з тероризмом, поєднав рок та електронну музику гурту і став останнім альбомом Radiohead для лейблу EMI.
Свій сьомий альбом In Rainbows (2007) «Radiohead» випустили у вигляді цифрового завантаження, за яке можна було сплатити власну ціну, і який мав успіх у критиків та чартах. Їхній восьмий альбом, The King of Limbs (2011), досліджував ритм, він був створений з використанням великої кількості звукових петель і семплів. В альбомі A Moon Shaped Pool (2016) помітне місце займають оркестрові аранжування Джонні Ґрінвуда. Йорк, Джонні Ґрінвуд, Селвей та О'Браєн випустили сольні альбоми. 2021 року Йорк і Джонні Ґрінвуд дебютували з новим гуртом The Smile.
Станом на 2011 рік «Radiohead» продали понад 30 мільйонів альбомів в усьому світі. Серед їхніх нагород — шість премій Ґреммі та чотири премії Айвора Новелло, а також п'ять номінацій на Mercury Prize, що є найбільшою кількістю серед усіх гуртів. Сім синглів «Radiohead» потрапили до UK Singles Chart: «Creep» (1992), «Street Spirit (Fade Out)» (1996), «Paranoid Android» (1997), «Karma Police» (1997), «No Surprises» (1998), «Pyramid Song» (2001) і «There There» (2003). «Creep» і «Nude» (2008) потрапили в топ-40 Billboard Hot 100. Журнал Rolling Stone назвав Radiohead одним із 100 найвидатніших артистів усіх часів, а читачі Rolling Stone проголосували за них як за другого найкращого артиста 2000-х років. П'ять альбомів Radiohead увійшли до списку «500 найкращих альбомів усіх часів» журналу Rolling Stone. 2019 року Radiohead були введені до Зали слави рок-н-ролу.

## Історія

### 1985—1992: становлення та перші роки

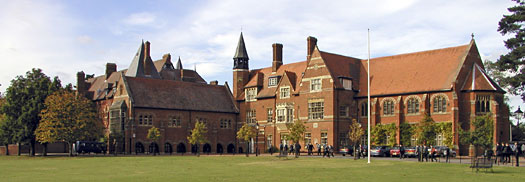
Абінгдонська школа, де заснувався гурт

Учасники «Radiohead» познайомилися під час навчання в Абінгдонській школі, незалежній школі для хлопчиків в Абінгдоні, Оксфордшир. Гітарист і вокаліст Том Йорк і басист Колін Ґрінвуд навчалися в одному класі, а гітарист Ед О'Браєн і барабанщик Філіп Селвей — на рік старше. Брат Коліна, мультиінструменталіст Джонні Ґрінвуд, був на два роки молодший за Йорка та Коліна і приєднався до гурту останнім. 1985 року вони створили гурт On a Friday, назва якого відсилає до їхнього звичайного дня репетицій у шкільному музичному кабінеті.
Хоча на початку існування гурту кожен учасник писав пісні, Йорк став основним автором пісень. За словами Коліна, учасники гурту обирали інструменти, тому що хотіли грати разом, а не через якийсь конкретний інтерес: «Це був скоріше колективний підхід, і якщо ти міг зробити свій внесок, попросивши когось іншого зіграти на твоєму інструменті, то це було дійсно круто». У якийсь момент у On a Friday з'являлася саксофонна секція.

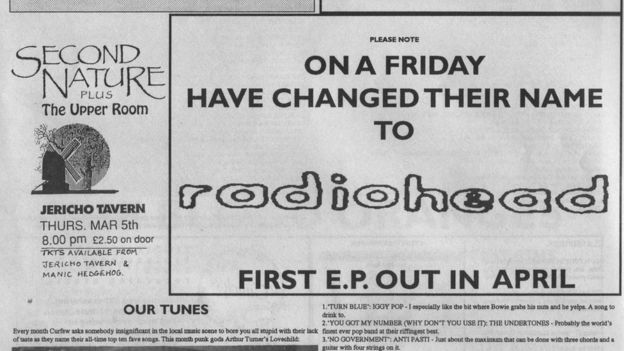
Оголошення в оксфордському музичному журналі Curfew про зміну назви On a Friday.

Гурту не подобалася сувора атмосфера школи — директор одного разу взяв з них гроші за використання репетиційної кімнати в неділю — і вони знайшли розраду в музичному відділі. Вони завдячують своєму вчителю музики, який познайомив їх із джазом, музикою до фільмів, післявоєнною авангардною музикою та класичною музикою XX століття. Наприкінці 1980-х років в Оксфордширі та долині Темзи існувала активна незалежна музична сцена, але вона була зосереджена навколо шугейзових гуртів, таких як Ride та Slowdive. На основі раннього демозапису, On a Friday отримали пропозицію від лейблу Island Records, але вирішили, що вони ще не готові і хочуть спершу вступити до університету. On a Friday відіграли свій перший концерт у 1987 році в оксфордському пабі Jericho Tavern.
До 1987 року всі, окрім Джонні, покинули Абінгдон, щоб навчатися в університеті. On a Friday продовжували репетирувати у вихідні та канікули, але не виступали протягом чотирьох років. В університеті Ексетера Йорк грав з групою Headless Chickens, виконуючи пісні, серед яких був і майбутній матеріал «Radiohead». Він також познайомився зі Стенлі Донвудом, який згодом став художником обкладинок Radiohead.
У 1991 році учасники гурту перегрупувалися в Оксфорді, збираючись в будинку на розі Магдален Роуд і Ріджфілд Роуд. Вони записали ще одне демо, яке привернуло увагу Кріса Гаффорда, продюсера Slowdive і співвласника оксфордської студії Courtyard Studios. Гаффорд і його бізнес-партнер Брайс Едж відвідали концерт у Jericho Tavern; вражені виступом, вони стали менеджерами On a Friday. За словами Гаффорда, на той момент гурт мав «всі елементи Radiohead», але з більш грубим, панківським звучанням і швидшими темпами. На студії Courtyard Studios On a Friday записали демозапис Manic Hedgehog, названий на честь оксфордського магазину звукозапису.
Наприкінці 1991 року Колін випадково зустрівся в музичному магазині з представником EMI A&R Кітом Возенкрофтом і передав йому копію демозапису. Возенкрофт був вражений і відвідав виступ. Того ж листопада On a Friday виступили в Jericho Tavern перед аудиторією, де було кілька представників A&R. Це був лише восьмий виступ, але гурт зацікавив кілька звукозаписних компаній. 21 грудня On a Friday підписали контракт на запис шести альбомів з лейблом EMI. На вимогу EMI гурт змінив назву; «Radiohead» було взято з пісні «Radio Head» з альбому Talking Heads 1986 року True Stories. За словами Йорка, назва «підсумовує всі ці речі, пов'язані з отриманням речей. Це про те, як ти сприймаєш інформацію, як ти реагуєш на оточення, в яке потрапляєш».

### 1992—1994: «Creep»,Pablo Honeyта ранній успіх
«Radiohead» записали свій дебютний мініальбом Drill з Гаффордом та Еджем на студії Courtyard Studios. Вийшов у травні 1992 року, він не потрапив до чартів. Оскільки великим лейблам, таким як EMI, було важко просувати гурти у Великій Британії, де в інді-чартах домінували інді-лейбли, менеджери «Radiohead» планували залучити американських продюсерів і активно гастролювати в Америці, а потім повернутися до Великої Британії, щоб завоювати прихильність слухачів. Пол Колдері та Шон Слейд, які працювали з американськими гуртами Pixies та Dinosaur Jr. були залучені до продюсування дебютного альбому Radiohead, швидко записаного в Оксфорді у 1992 році. З виходом дебютного синглу «Creep» у вересні того ж року Radiohead почали привертати увагу британської музичної преси, не завжди прихильної; NME описав їх як «лілієподібне виправдання рок-гурту», а «Creep» потрапив до чорного списку BBC Radio 1 як «надто депресивний».
«Radiohead» випустили свій дебютний альбом Pablo Honey у лютому 1993 року. Він посів 22 місце у британському хіт-параді. «Creep» та наступні сингли «Anyone Can Play Guitar» і «Stop Whispering» не стали хітами, а «Pop Is Dead», сингл, що не входив до альбому, також продавався погано. Пізніше О'Браєн назвав це «жахливою помилкою». Деякі критики порівнювали Radiohead з хвилею ґранджу, музики, популярної на початку 1990-х, називаючи їх «Nirvana-lite», а Pablo Honey не мав ні критичного, ні комерційного впливу після свого першого релізу.
На початку 1993 року «Radiohead» почали приваблювати слухачів і в інших країнах. «Creep» часто крутив на ізраїльському радіо впливовий діджей Йоав Катнер, а в березні, після того, як пісня стала там хітом, Radiohead запросили до Тель-Авіва на їхній перший концерт за кордоном. Приблизно в той же час «Creep» почала звучати на американських радіостанціях і досягла другого місця в американському чарті Modern Rock Tracks. На той час, коли Radiohead розпочали свій перший північноамериканський тур у червні 1993 року, відеокліп на «Creep» перебував в активній ротації на MTV. Він досяг 34 місця в чарті Billboard Hot 100, і сьомого місця в UK Singles Chart, коли EMI перевидала його у вересні. Щоб розвинути успіх, Radiohead вирушили в американське турне на розігріві гурту Belly і співачки Пі Джей Гарві, за яким послідувало європейське турне на розігріві у гуртів James та Tears for Fears.

### 1994—1995: ВизнанняThe Bendsкритиками та зростання фан-бази
«Radiohead» розпочали роботу над своїм другим альбомом у 1994 році з ветераном студії Abbey Road Studios Джоном Лекі. Напруженість була високою, оскільки зростали очікування, що відповідатимуть успіху «Creep». Запис у студії відчувався неприродно, оскільки гурт надто багато репетирував матеріал. Прагнучи змінити обстановку, вони вирушили у турне Далеким Сходом, Австралазією та Мексикою і відчули більшу впевненість, виконуючи свою нову музику наживо. Однак, стурбований своєю новою славою, Йорк розчарувався в тому, що опинився «на вістрі сексуального, нахабного, привабливого для очей MTV способу життя», який, на його думку, він допомагав продавати світові.
Мініальбом і сингл My Iron Lung, вийшов у 1994 році, став реакцією «Radiohead», знаменуючи перехід до більшої глибини, до якої вони прагнули у своєму другому альбомі. Це була перша співпраця «Radiohead» з їхнім майбутнім продюсером Найджелом Ґодрічем, який тоді працював під керівництвом Лекі як звукорежисер, і художником Стенлі Донвудом, які відтоді працювали з Radiohead над усіма їхніми проєктами. Попри те, що продажі My Iron Lung були невисокими, він підійняв довіру до «Radiohead» в альтернативних колах, створивши комерційні можливості для їх наступного альбому.
Представивши більше нових пісень на гастролях, «Radiohead» закінчили запис свого другого альбому, The Bends, до 1995 року і випустили його в березні того ж року. Він був наповнений щільними рифами та ефемерною атмосферою від трьох гітаристів, з більшим використанням клавішних, ніж у Pablo Honey. Альбом отримав схвальні відгуки за написання пісень та виконання. Хоча «Radiohead» вважались аутсайдерами бритпоп-сцени, яка домінувала в музичних ЗМІ в той час, вони нарешті досягли успіху у Великій Британії з альбомом The Bends, оскільки сингли «Fake Plastic Trees», «High and Dry», «Just» та «Street Spirit (Fade Out)» посіли перші місця в чартах. «High and Dry» став скромним хітом, але зростаюча фан-база Radiohead була недостатньою, щоб повторити світовий успіх «Creep». The Bends досяг 88 місця в американському хіт-параді альбомів і досі залишається найнижчим показником Radiohead. Пізніше Джонні Ґрінвуд сказав, що The Bends став переломним моментом для «Radiohead»: «Він почав з'являтися в народних опитуваннях [найкращих альбомів] наприкінці року. Саме тоді з'явилося відчуття, що ми зробили правильний вибір, ставши гуртом». Пізніше The Bends з'явився у списках найкращих альбомів усіх часів багатьох видань, у тому числі у списку «500 найкращих альбомів усіх часів» журналу Rolling Stone 2012 року під номером 111.
У 1995 році «Radiohead» знову гастролювали Північною Америкою та Європою, цього разу на розігріві R.E.M., одного з тих гуртів, що вплинули на їхнє формування, і на той час одного з найбільших рок-гуртів у світі. Увага відомих фанатів, таких як вокаліст R.E.M. Майкл Стайп, а також яскраві відеокліпи на пісні «Just» та «Street Spirit» допомогли підтримати популярність «Radiohead» за межами Великої Британії. В ніч перед виступом у Денвері, штат Колорадо, гастрольний мікроавтобус гурту був викрадений, разом із ним і їхнє музичне обладнання. Йорк і Джонні Ґрінвуд зіграли урізаний акустичний сет з орендованими інструментами, і кілька концертів було скасовано. Їхнє перше концертне відео Live at the Astoria вийшло в 1995 році.

### 1995—1998:OK Computerі комерційний успіх

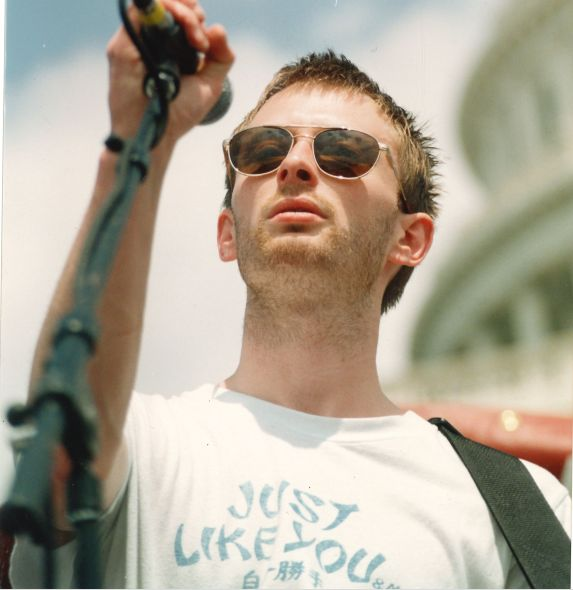
Йорк під час виступу з «Radiohead» у 1998 році

До кінця 1995 року Radiohead вже записали одну пісню, яка з'явиться на їхньому наступному альбомі. «Lucky», вийшла як сингл для просування благодійного альбому The Help Album від організації War Child, була записана під час короткої сесії з Найджелом Ґодрічем, молодим звукорежисером, який допомагав у роботі над The Bends і продюсував бі-сайд 1996 року «Talk Show Host», пісню, що увійшла до фільму База Лурманна Ромео + Джульєтта 1996 року. «Radiohead» вирішили самостійно продюсувати свій наступний альбом з Ґодрічем і розпочали роботу на початку 1996 року. До липня вони записали чотири пісні у своїй репетиційній студії Canned Applause, переобладнаному сараї для зберігання яблук в сільській місцевості поблизу Дідкота, Оксфордшир. У серпні 1996 року «Radiohead» гастролювали на розігріві у Аланіс Моріссетт. Вони відновили запис не в студії, а в маєтку святої Катерини, особняку 15-го століття поблизу Бата. Сесії проходили у невимушеній атмосфері, гурт грав у будь-який час доби, записувався в різних кімнатах, а для натхнення слухав Beatles, DJ Shadow, Енніо Морріконе та Майлза Девіса.
«Radiohead» випустили свій третій альбом, OK Computer, у травні 1997 року. На ньому гурт експериментував зі структурою пісень і поєднував ембієнт, авангард та електронні впливи, що спонукало Rolling Stone назвати альбом «приголомшливим артроковим турне». «Radiohead» заперечували свою приналежність до жанру прогресивного року, але критики почали порівнювати їхню музику з Pink Floyd, чия творчість початку 1970-х років вплинула на гітарні партії Джонні Ґрінвуда в той час. Деякі порівнювали OK Computer тематично з бестселером Флойдів The Dark Side of the Moon 1973 року, хоча сам Йорк казав, що лірика альбому була натхненна спостереженнями за «швидкістю» світу в 1990-х роках. Тексти пісень Йорка, що втілювали різні характери, виражали те, що один журнал назвав «блюзом кінця тисячоліття», на відміну від особистіших пісень The Bends. За словами журналіста Алекса Росса, «Radiohead» стали «хлопчиками з плакатів для певного виду усвідомленого відчуження», як це було раніше з Talking Heads та R.E.M. Альбом OK Computer отримав визнання. Йорк сказав, що був «вражений, що це викликало таку реакцію. Ніхто з нас більше не знав, добре це чи погано. Що справді вразило мене, так це те, що люди отримали всі речі, усі текстури, звуки та атмосферу, яку ми намагалися створити».
OK Computer став першим дебютним альбомом «Radiohead» у UK Singles Chart і приніс їм комерційний успіх у всьому світі. Попри те, що альбом посів 21 місце в чартах США, він зрештою отримав там визнання мейнстріму, що принесло гурту першу нагороду Ґреммі, перемогу в номінації «Найкращий альтернативний альбом» і номінацію «Альбом року». «Paranoid Android», «Karma Police» і «No Surprises» вийшли як сингли, з яких «Karma Police» мав найбільший успіх на міжнародному рівні. Альбом OK Computer став одним з основних у британських списках найкращих альбомів. Того ж року «Radiohead» стали одним з перших гуртів у світі, що створили власний веб-сайт, і розвинули віддану мережу прихильників; за кілька років їм було присвячено десятки фан-сайтів.
За OK Computer послідував річний світовий тур Against Demons, що включав перший виступ «Radiohead» на фестивалі Ґластонбері у 1997 році. Попри технічні проблеми, які ледь не змусили Йорка покинути сцену, виступ отримав визнання і закріпив за «Radiohead» статус головного концертного гурту. Грант Гі, режисер кліпу «No Surprises», зняв гурт на гастролях для документального фільму Meeting People Is Easy 1999 року. Фільм зображує невдоволення гурту музичною індустрією та пресою, показуючи їх вигорання під час туру. З моменту свого випуску, OK Computer часто називають знаковим альбомом 1990-х та епохи Покоління X, а також одним з найкращих альбомів в історії звукозапису.
У 1998 році «Radiohead» виступили на паризькому концерті Amnesty International та Концерті свободи Тибету. У березні вони з Ґодрічем відвідували Abbey Road Studios, щоб записати пісню «Man of War» до фільму 1998 року The Avengers, але були незадоволені результатами, і пісня не вийшла. Йорк описав цей період як «справжню найнижчу точку»; у нього та О'Браєна розвинулася депресія, і гурт був близький до того, щоб розпастися.

### 1998—2001:Kid A,Amnesiacта зміна звучання

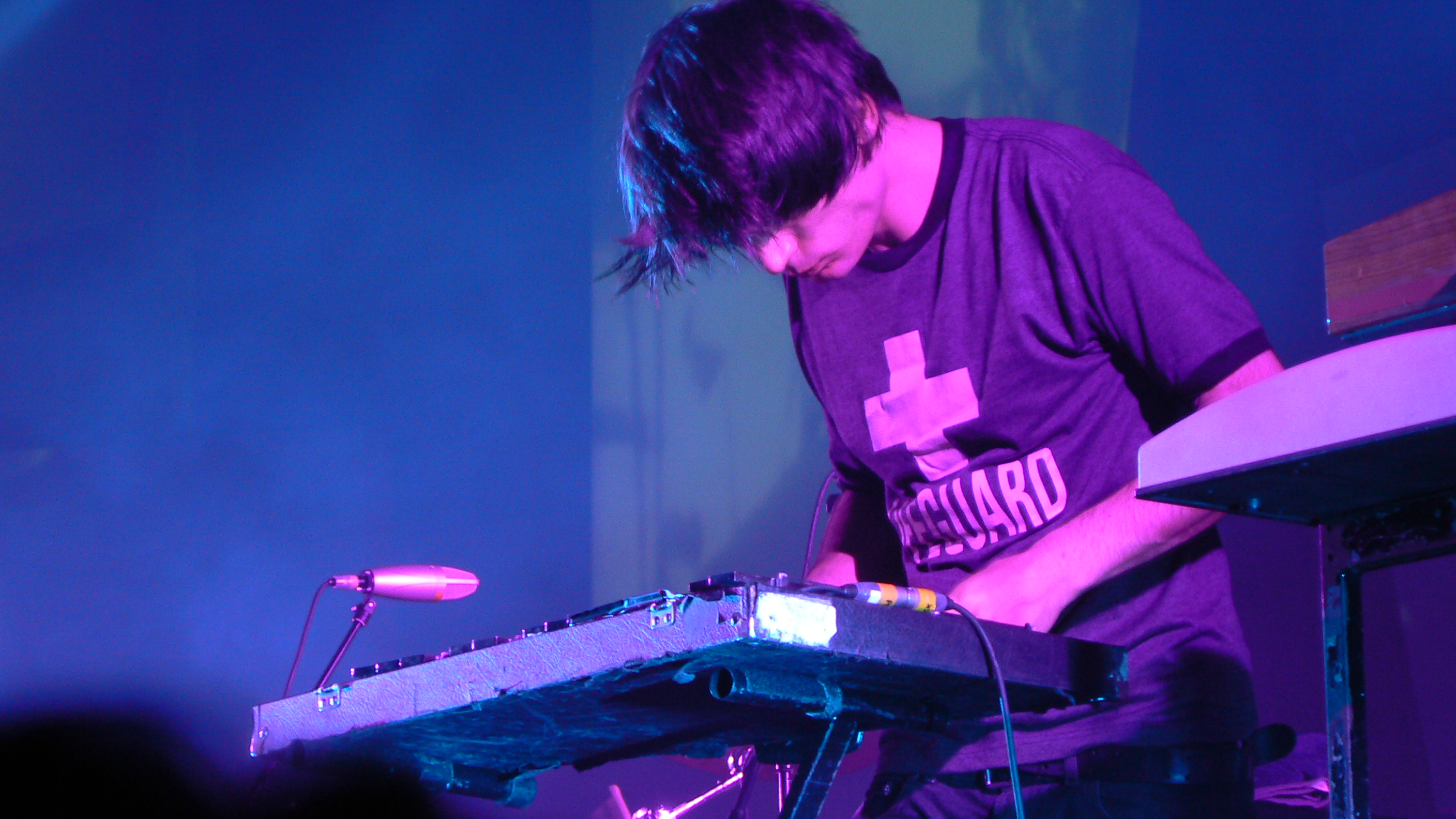
Джонні Ґрінвуд використовував різноманітні інструменти, такі як ці дзвіночки, на живих концертах і в записах.

На початку 1999 року «Radiohead» розпочали роботу над своїм наступним альбомом. Хоча успіх OK Computer означав, що тиск з боку лейблу більше не чинився, напруженість була високою. Учасники гурту мали різне бачення майбутнього «Radiohead», а Йорк страждав від творчої кризи, яка схиляла його до абстрактнішого, фрагментарнішого написання пісень. «Radiohead» усамітнювалися з Ґодрічем у студіях у Парижі, Копенгаґені та Глостері, а також у новій студії в Оксфорді. О'Браєн вів онлайн-щоденник їхнього прогресу. Через майже 18 місяців, у квітні 2000 року, сесії звукозапису були завершені.
Четвертий альбом «Radiohead», Kid A, вийшов у жовтні 2000 року. Відійшовши від OK Computer, Kid A вирізнявся мінімалістичним і фактурним стилем з різноманітнішим інструментарієм, включно із хвилями Мартено, запрограмованими електронними бітами, струнними та джазовими духовими. Він дебютував на першому місці в багатьох країнах, включаючи США, де став першим альбомом «Radiohead», який очолив чарт Billboard, і першим альбомом номер один у США серед британських гуртів з часів гурту Spice Girls у 1996 році. Цей успіх по-різному пояснювали маркетингом, витоком альбому в файлообмінну мережу Napster за кілька місяців до його виходу, а також випереджаючими очікуваннями, частково заснованими на успіху OK Computer. Хоча «Radiohead» не випустили жодного синглу з Kid A, промозаписи «Optimistic» та «Idioteque» крутили на радіо, а серія «бліпів», коротких відеороликів, накладених на фрагменти треків, крутили на музичних каналах і були викладені у вільний доступ в Інтернеті. Натхненні антиглобалістською книгою Наомі Кляйн No Logo, «Radiohead» продовжили турне Європою у 2000 році у спеціально побудованому наметі, вільному від реклами, а також просували Kid A, зібравши три аншлаги на концертах у північноамериканських театрах.
Kid A здобув нагороду Ґреммі за найкращий альтернативний альбом і номінацію на «Альбом року» на початку 2001 року. Він отримав як похвалу, так і критику в незалежних музичних колах за привласнення андеграундних стилів музики; деякі британські критики вважали Kid A «комерційною передсмертною запискою» і «навмисно складним», і прагнули повернення до попереднього стилю «Radiohead». Шанувальники розділилися в думках: поряд з тими, хто був шокований або спантеличений, багато хто вважав його найкращою роботою гурту. Йорк заперечував, що «Radiohead» намагалися не відповідати очікуванням: «Ми не намагаємося бути складними … Ми насправді намагаємося спілкуватися, але десь на цьому шляху ми, здається, просто розлютили багатьох людей … Те, що ми робимо, не є настільки радикальним.» Альбом був визнаний одним з найкращих за всі часи виданнями, включаючи Time і Rolling Stone; Rolling Stone, Pitchfork і The Times назвали його найкращим альбомом десятиліття.
П'ятий альбом «Radiohead», Amnesiac, вийшов у травні 2001 року. До нього увійшли додаткові треки з сесій Kid A, в тому числі «Life in a Glasshouse» за участю гурту Гамфрі Літтелтона. «Radiohead» підкреслювали, що розглядають Amnesiac не як збірку бі-сайдів або уривків з Kid A, а як самостійний альбом. Він очолив UK Albums Chart і посів друге місце в США, а також був номінований на Ґреммі і музичну премію Mercury Music Prize. «Pyramid Song» і «Knives Out», перші сингли «Radiohead» з 1998 року, мали скромний успіх. У червні 2001 року «Radiohead» розпочали північноамериканське турне, перше за три роки. З низкою аншлагів, The Observer описав його як «наймасштабніше завоювання Америки британським гуртом» з часів бітломанії, який досяг успіху там, де такі гурти, як Oasis, зазнали невдачі. Записи з турів Kid A і Amnesiac вийшли на I Might Be Wrong: Live Recordings у листопаді 2001 року.

### 2002—2006:Hail to the Thiefта сольна творчість
У липні та серпні 2002 року «Radiohead» гастролювали Португалією та Іспанією, зігравши низку нових пісень. У своєму наступному альбомі вони прагнули дослідити напругу між музикою, створеною людиною і машиною, і зафіксувати більш безпосереднє, живе звучання. Вони з Ґодрічем записали більшу частину матеріалу за два тижні на студії Ocean Way Recording у Лос-Анджелесі. Гурт описав процес запису як розслаблений, на відміну від напружених сесій для Kid A та Amnesiac. «Radiohead» також написали музику для «Split Sides», танцювального твору танцювальної компанії Merce Cunningham Dance Company, який дебютував у жовтні 2003 року в Бруклінській академії музики.
Шостий альбом «Radiohead», Hail to the Thief, вийшов у червні 2003 року. На його лірику вплинуло те, що Йорк назвав «загальним відчуттям невігластва і нетерпимості, паніки і дурості» після виборів президента США Джорджа Буша-молодшого у 2000 році. Для просування альбому був створений веб-сайт radiohead.tv, на якому транслювалися короткометражні фільми, музичні кліпи та студійні веб-трансляції. Hail to the Thief дебютував на першому місці у Великій Британії та на третьому в чарті Billboard, а згодом отримав платиновий статус у Великій Британії та золотий у США. Сингли «There There», «Go to Sleep» і «2 + 2 = 5» досягли великих тиражів на сучасному рок-радіо. На церемонії вручення премії Ґреммі 2004 року «Radiohead» знову були номіновані в категорії «Найкращий альтернативний альбом», а Ґодріч та інженер Даррелл Торп здобули премію Ґреммі за найкраще зведення альбому. У травні 2003 року Radiohead вирушили у світове турне і вдруге стали хедлайнерами фестивалю в Ґластонбері. Тур завершився у травні 2004 року виступом на фестивалі Coachella в Каліфорнії. У квітні 2004 року вийшла компіляція бі-сайдів, реміксів і живих виступів Hail to the Thief, Com Lag (2plus2isfive).

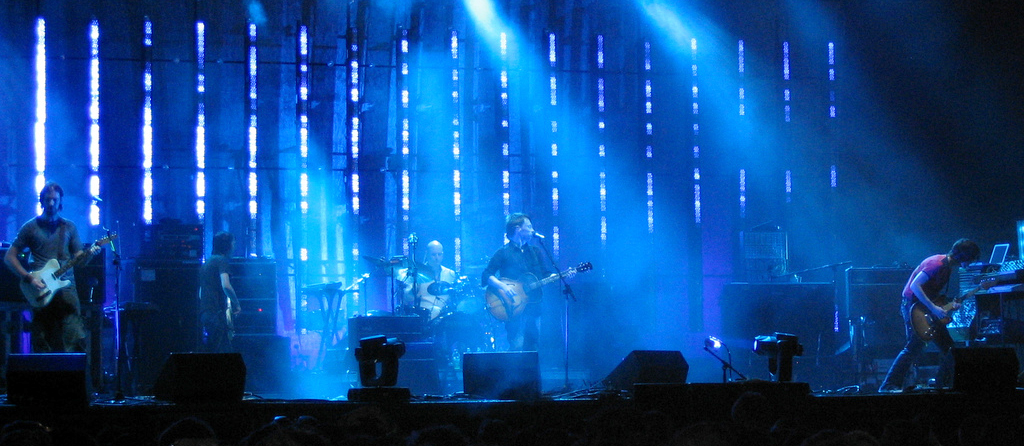
Radiohead на музичному фестивалі Coachella 2004 року

Hail to the Thief став останнім альбомом «Radiohead» з лейблом EMI; у 2006 році The New York Times назвав «Radiohead» «найпопулярнішим у світі на сьогоднішній день гуртом без контракту». Після туру Hail to the Thief «Radiohead» взяли паузу, щоб провести час з сім'єю та попрацювати над сольними проєктами. Йорк і Джонні Ґрінвуд взяли участь у створенні благодійного синглу Band Aid 20 «Do They Know It's Christmas?», продюсером якого був Ґодріч. Ґрінвуд написав саундтрек до фільму Bodysong (2004) і There Will Be Blood (2007); останній став першою з кількох спільних робіт з режисером Полом Томасом Андерсоном. У липні 2006 року Йорк випустив свій дебютний сольний альбом The Eraser, який складався здебільшого з електронних композицій. Він наголосив, що альбом вийшов із благословення колективу, а також на тому, що гурт не розпадеться. Джонні Ґрінвуд сказав: «Він повинен був випустити цей матеріал, і всі були щасливі [що Йорк зробив це]… Він би збожеволів, якби кожного разу, коли писав пісню, вона повинна була проходити через консенсус Radiohead». Селвей і Джонні з'явилися у фільмі 2005 року Гаррі Поттер і келих вогню як учасники вигаданого гурту the Weird Sisters.

### 2006—2009: відхід з EMI,In Rainbowsта «плати скільки хочеш»
«Radiohead» розпочали роботу над сьомим альбомом у лютому 2005 року. Замість того, щоб залучити Ґодріча, «Radiohead» найняли продюсера Спайка Стента, але співпраця виявилася невдалою. У вересні 2005 «Radiohead» написали пісню «I Want None of This», піанінну композицію, для благодійного альбому організації War Child Help!: A Day in the Life. Альбом продавався онлайн, а «I Want None of This» став найзавантажуванішим треком, хоча і не вийшов як сингл. Наприкінці 2006 року, після турне Європою та Північною Америкою з новим матеріалом, «Radiohead» знову найняли Ґодріча і відновили роботу в Лондоні, Оксфорді та сільській місцевості Сомерсет. Запис закінчився в червні 2007 року, а мастеринг був зроблений наступного місяця.
У 2007 році EMI придбала приватна інвестиційна компанія Terra Firma. «Radiohead» критично поставилися до нового менеджменту, і нова угода не була укладена. The Independent повідомляла, що EMI запропонувала «Radiohead» аванс у розмірі 3 мільйони фунтів стерлінгів, але відмовилася відмовитися від прав на бек-каталог гурту. Представник EMI заявив, що «Radiohead» вимагали «надзвичайну суму грошей». Менеджмент «Radiohead» і Йорк випустили заяви, в яких заперечували, що вони просили великий аванс, а натомість хотіли отримати контроль над своїм бек-каталогом.
«Radiohead» самостійно випустили свій сьомий альбом In Rainbows на своєму веб-сайті 10 жовтня 2007 року для завантаження за будь-яку суму, включаючи 0 фунтів стерлінгів. Знаковий реліз «плати скільки хочеш», перший для великого гурту, потрапив у заголовки новин в усьому світі і викликав дебати щодо наслідків для музичної індустрії. Реакція ЗМІ була позитивною, а «Radiohead» хвалили за те, що вони знайшли нові способи зв'язку з шанувальниками, однак це викликало критику з боку таких музикантів, як Лілі Аллен та Кім Гордон, які вважали, що це зашкодило менш успішним гуртам.
У день релізу In Rainbows був завантажений приблизно 1,2 мільйона разів. Колін Ґрінвуд пояснив інтернет-реліз як спосіб уникнути «регульованих плейлистів» і «жорстких форматів» радіо і телебачення, гарантуючи, що шанувальники в усьому світі зможуть почути музику одночасно, а також запобігти витоку інформації до фізичного релізу. Спеціальне видання In Rainbows у вигляді «дискбоксу», що містило альбом на вінілі, книгу з обкладинками і компакт-диск із додатковими піснями, також було доступне на веб-сайті Radiohead.
Роздрібна версія In Rainbows вийшла у Великій Британії наприкінці грудня 2007 року на XL Recordings і в Північній Америці в січні 2008 року на TBD Records, досягнувши першого місця у Великій Британії та США. Успіх став найвищим місцем «Radiohead» в чартах США з часів Kid A. Він став їхнім п'ятим альбомом номер один у Великій Британії і розійшовся накладом понад три мільйони копій за один рік. Альбом отримав визнання за доступніше звучання і особисті тексти. Він був номінований на Mercury Music Prize і виграв премію Ґреммі 2009 року за найкращий альбом альтернативної музики і найкраще бокс- або спеціальне лімітоване видання. Він був номінований на п'ять інших премій Ґреммі, включаючи третю номінацію «Radiohead» на «Альбом року». Йорк і Джонні Ґрінвуд виконали «15 Step» з оркестром Університету Південної Каліфорнії на телевізійному шоу нагородження.

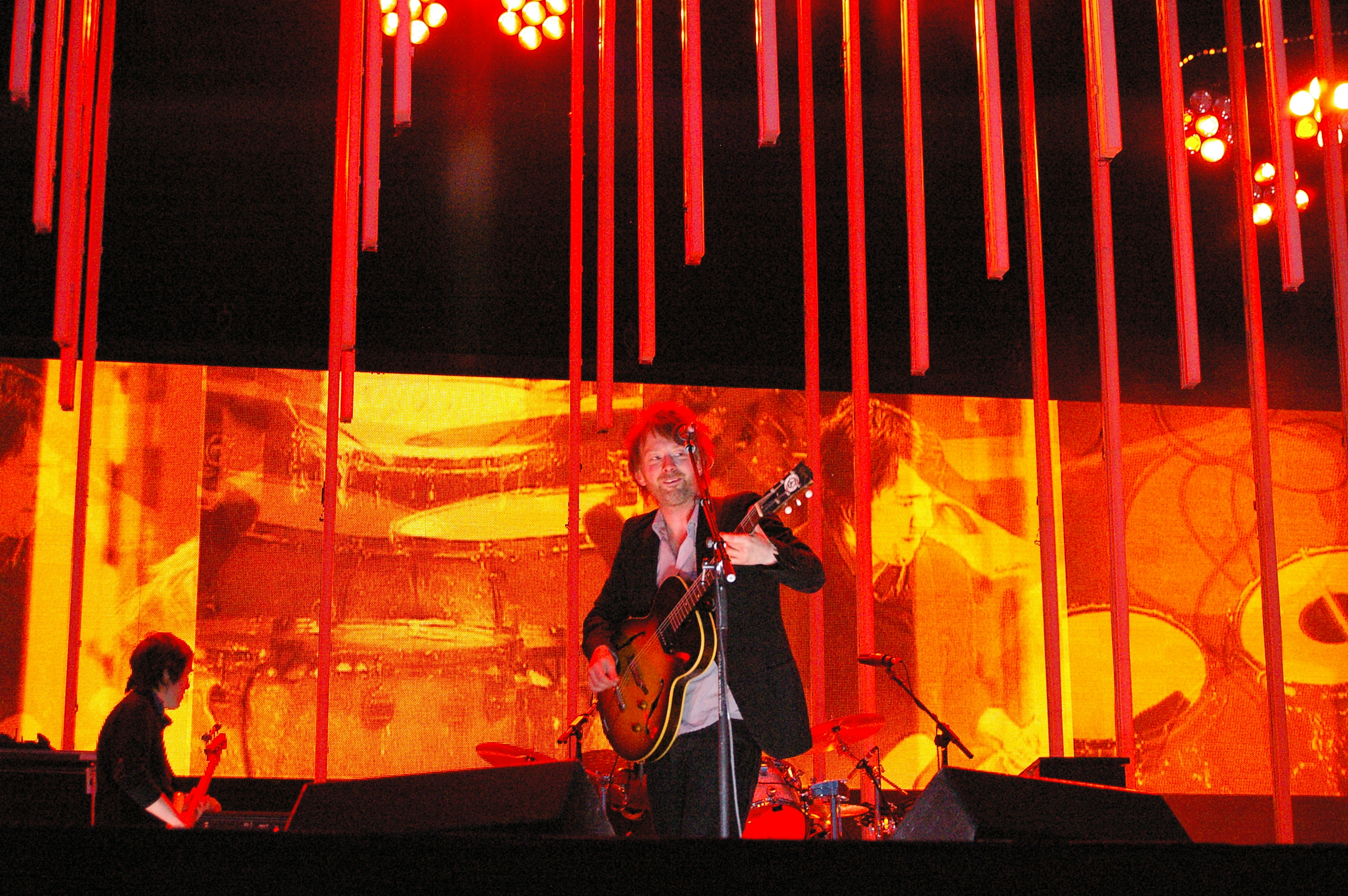
Radiohead під час виступу на фестивалі Main Square 2008 року в Аррасі, Франція

Перший сингл з In Rainbows, «Jigsaw Falling into Place», вийшов у січні 2008 року, а в березні — «Nude», який дебютував на 37 місці в Billboard Hot 100; це була перша пісня «Radiohead», що потрапила в чарт з часів «High and Dry» (1995) і перша пісня, що потрапила в американський топ-40 з часів «Creep». 24 липня «Radiohead» випустили відеокліп, знятий в цифровому форматі, на «House of Cards». «Radiohead» провели конкурси реміксів на «Nude» і «Reckoner», випустивши окремі звукові доріжки для реміксів фанатів. У квітні 2008 року Radiohead запустили W.A.S.T.E. Central, соціальну мережу для фанатів Radiohead. У травні VH1 транслював In Rainbows – From the Basement, спеціальний епізод музичного телевізійного шоу From the Basement, у якому «Radiohead» виконали пісні з альбому In Rainbows. Епізод вийшов на iTunes у червні. З середини 2008 до початку 2009 року «Radiohead» гастролювали Північною Америкою, Європою, Японією та Південною Америкою з метою просування альбому In Rainbows, а у серпні 2009 року стали хедлайнерами фестивалів у Редінгу та Лідсі.
Через кілька днів після того, як «Radiohead» підписали контракт з лейблом XL, EMI анонсував бокс-сет з матеріалом «Radiohead», записаним до альбому In Rainbows, який вийшов того ж тижня, що й спеціальне видання In Rainbows. Коментатори, включаючи Guardian, розцінили цей крок як помсту за те, що гурт вирішив не перепідписувати контракт з EMI. У червні 2008 року EMI випустив альбом найкращих хітів Radiohead: The Best Of. Він був зроблений без участі «Radiohead» і містить лише пісні, записані за контрактом з EMI. Йорк критично поставився до релізу, назвавши його «змарнованою можливістю». 2009 року EMI перевидала бек-каталог «Radiohead» у розширеному виданні.

### 2009—2010: сингли та сайд-проєкти
З розвитком соціальних медіа на рубежі десятиліття «Radiohead» поступово відійшли від публічної присутності, не даючи промо-інтерв'ю та не проводячи турів для просування нових альбомів. Pitchfork писав, що приблизно в цей час «популярність "Radiohead" дедалі більше відривалася від типових формальностей просування записів, що ставило їх на один рівень з Бейонсе та Каньє Вестом».
У травні 2009 року «Radiohead» розпочали нові сесії запису з Ґодрічем. У серпні вони випустили «Harry Patch (In Memory Of)», пісню-триб'ют Гаррі Патчу, останньому вцілілому британському солдату, який воював у Першій світовій війні; весь дохід від синглу вони передали Британському легіону. Пісня не має традиційного рок-інструментарію, натомість складається з вокалу Йорка та струнного аранжування, написаного Джонні Ґрінвудом. Пізніше того ж місяця з'явилася ще одна нова пісня, «These Are My Twisted Words», з гітарами та ударними в стилі краут-рок, вона була викладена через торрент, можливо, самими «Radiohead». Вона вийшла для безкоштовного завантаження на сайті «Radiohead» наступного тижня. Коментатори побачили в цих релізах частину нової непередбачуваної стратегії «Radiohead», без необхідності традиційного маркетингу.
У 2009 році Йорк створив новий гурт Atoms for Peace для виконання свого сольного матеріалу, до якого увійшли музиканти, зокрема Ґодріч і басист Red Hot Chili Peppers Флі. 2010 року вони відіграли вісім концертів у Північній Америці. У січні 2010 року «Radiohead» відіграли свій єдиний повноцінний концерт року в лос-анджелеському театрі Генрі Фонда на користь благодійної організації Oxfam. Квитки були продані на аукціоні, що дозволило зібрати понад півмільйона доларів США для допомоги постраждалим від землетрусу на Гаїті у 2010 році. У грудні того ж року відеозапис виступу, зроблений фанатами Radiohead for Haiti, вийшов на YouTube і торрент за підтримки Radiohead і з посиланням «заплати скільки хочеш» для пожертвування на користь Oxfam. «Radiohead» також випустили звукозапис свого виступу у Празі у 2009 році для використання у створеному фанами концертному відео Live in Praha. Ці відео були описані як приклади відкритості «Radiohead» до фанів і позитивного ставлення до некомерційного розповсюдження в Інтернеті.
У червні 2010 року Йорк і Джонні Ґрінвуд виступили з неочікуваним сетом на фестивалі Ґластонбері, виконавши пісні з Eraser і «Radiohead». У серпні Селвей випустив свій дебютний сольний альбом Familial. Pitchfork описав його як збірку «приглушених» народних пісень у традиціях Ніка Дрейка, за участю Селвея на гітарі та вокалі.

### 2011—2012:The King of Limbs

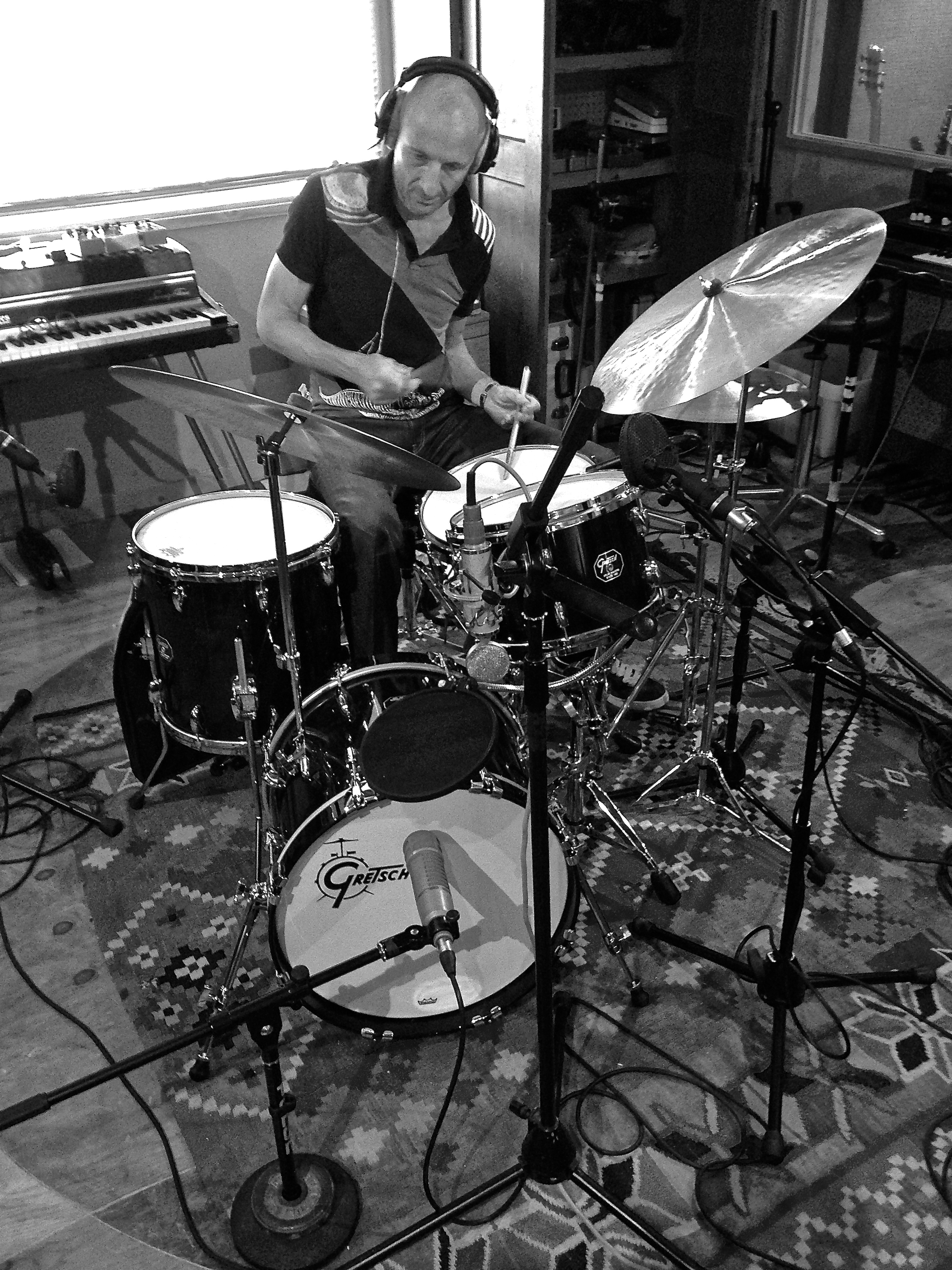
Барабанщик Клайв Дімер приєднався до «Radiohead» на гастролях з 2012 року. Він також брав участь у записі синглу «Staircase / The Daily Mail» та альбомі A Moon Shaped Pool.

Radiohead випустили свій восьмий альбом The King of Limbs 18 лютого 2011 року, який можна було завантажити з веб-сайту гурту. Після тривалого запису і традиційнішого рок-інструментарію альбому In Rainbows, «Radiohead» створили The King of Limbs, використовуючи семпли і звукові петлі своїх записів. За ним послідував роздрібний реліз у березні на лейблі XL, а також спеціальне видання «газетного альбому» в травні. The King of Limbs розійшовся тиражем, за оцінками експертів, в 300 000—400 000 примірників на сайті «Radiohead». Роздрібне видання дебютувало на шостому місці в американському чарті Billboard 200 і сьомому в UK Albums Chart. Він був номінований у п'яти категоріях на 54-ту церемонію вручення премії Ґреммі. Два треки, які не увійшли до «King of Limbs», «Supercollider» і «The Butcher», вийшли як подвійний сингл до Дня музичних магазинів у квітні. У вересні вийшла TKOL RMX 1234567, компіляція реміксів на King of Limbs, зроблених різними виконавцями.
Для виконання ритмічно складного матеріалу King of Limbs наживо «Radiohead» залучили другого барабанщика Клайва Дімера, який працював з Portishead і Get the Blessing. Дімер приєднався до «Radiohead» у наступних турах. У червні «Radiohead» зіграли несподіваний виступ на сцені Park на фестивалі Ґластонбері 2011 року, вперше виконавши пісні з King of Limbs. З Дімером «Radiohead» записали The King of Limbs: Live from the Basement, що вийшов онлайн у серпні 2011. Він також транслювався міжнародними каналами BBC і вийшов на DVD і Blu-ray у січні 2012. Виступ включав дві нові пісні, «The Daily Mail» і «Staircase», що вийшли як подвійний сингл для завантаження у грудні 2011 року. У лютому 2012 року «Radiohead» розпочали свій перший за чотири роки тривалий північноамериканський тур, що включав концерти у США, Канаді та Мексиці. Під час туру вони записували матеріал на студії Джека Вайта Third Man Records, але відмовилися від цих записів.
16 червня 2012 року, за годину до відкриття воріт парку Даунсв'ю в Торонто для фінального концерту північноамериканського туру «Radiohead», обвалився дах тимчасової сцени, внаслідок чого загинув барабанний технік Скотт Джонсон і були поранені ще троє членів команди «Radiohead». Після перенесення туру «Radiohead» вшанували пам'ять Джонсона на наступному концерті в Німі (Франція) в липні того самого року. У червні 2013 року Live Nation Canada Inc, двом іншим організаціям та інженеру було висунуто 13 звинувачень за законами провінції Онтаріо про охорону здоров'я та безпеку праці. У вересні 2017 року, після кількох затримок, справу було закрито згідно з постановою Джордана, яка встановлює суворі часові обмеження для судових процесів. «Radiohead» опублікували заяву, в якій засудили це рішення. 2019 року слідство винесло вердикт про нещасний випадок зі смертельним наслідком.

### 2013—2014: сайд-проєкти та перехід до XL

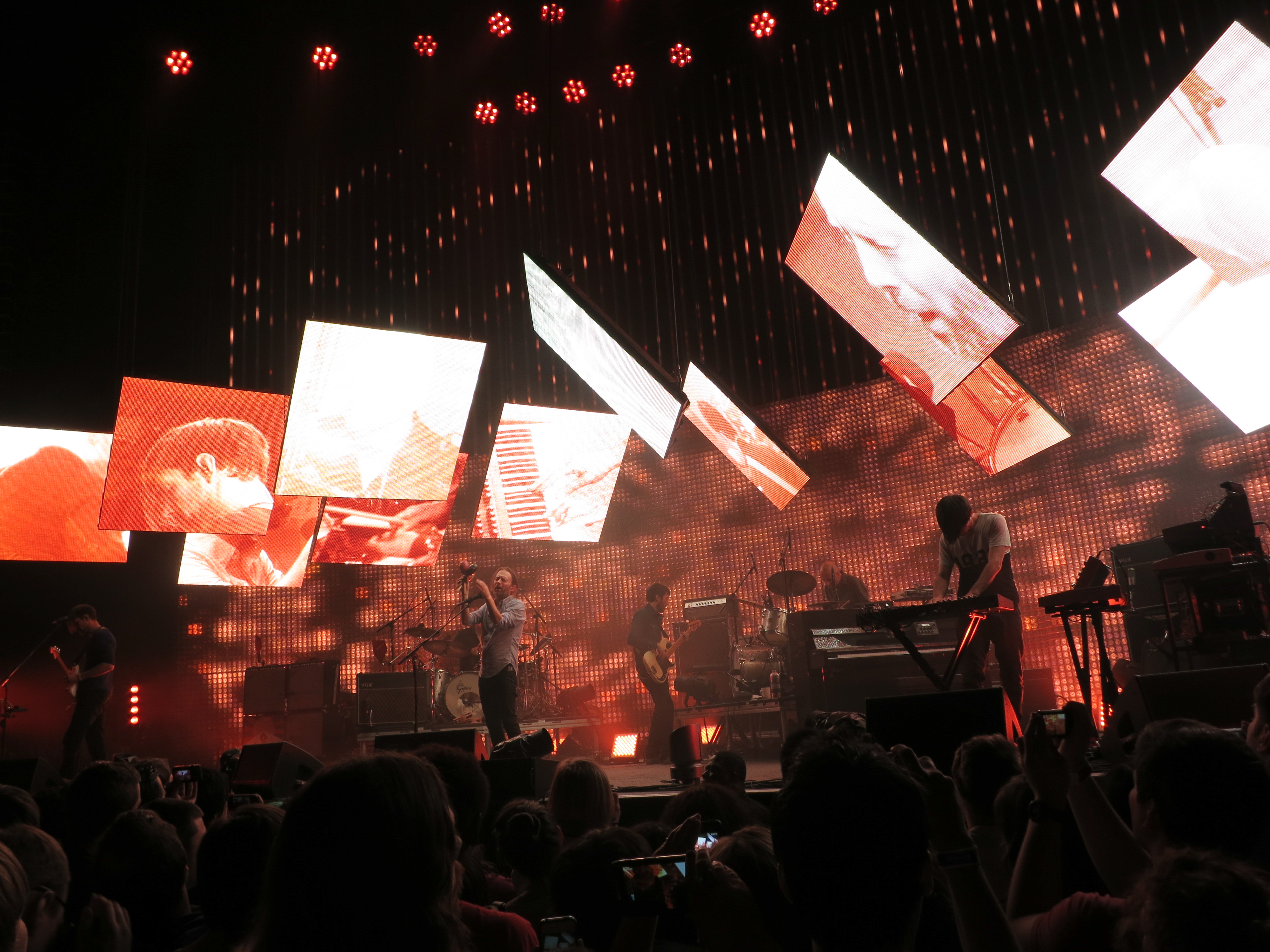
«Radiohead» під час виступу в турі з King of Limbs 2012 року

Після туру King of Limbs учасники гурту працювали над подальшими сайд-проєктами. У лютому 2013 року гурт Йорка та Ґодріча Atoms for Peace випустив альбом AMOK. Того року пара потрапила в заголовки газет через критику безкоштовного сервісу потокової передачі музики Spotify. Йорк звинуватив Spotify у тому, що він приносить користь лише великим лейблам з великими бек-каталогами, і закликав артистів натомість будувати власні «прямі зв'язки» з аудиторією.
У лютому 2014 року «Radiohead» випустили додаток Polyfauna, створений у співпраці з британською студією цифрових мистецтв Universal Everything, з музикою та зображеннями з King of Limbs. У травні Йорк написав саундтрек Subterranea до The Panic Office, для інсталяції робіт «Radiohead» у Сіднеї, Австралія. Наприкінці 2014 року Йорк і Селвей випустили свої сольні альбоми Tomorrow's Modern Boxes і Weatherhouse. Джонні Ґрінвуд написав музику до свого третього фільму Андерсона, Вроджена вада; у ньому звучить версія невиданої пісні «Radiohead» Spooks у виконанні Ґрінвуда та учасників гурту Supergrass. У листопаді 2015 року вийшов Junun, спільна робота Ґрінвуда, Ґодріча, ізраїльського композитора Шай Бен Цура та індійських музикантів, [181] який супроводжувався документальним фільмом, знятий Андерсоном. accompanied by a documentary directed by Anderson.
У квітні 2016 року бек-каталог «Radiohead» придбав лейбл XL Recordings, який випустив роздрібні видання In Rainbows і The King of Limbs, а також більшість сольних робіт Йорка. У травні 2016 року XL перевидав бек-каталог Radiohead на вінілі.

### 2015—2016:A Moon Shaped Pool
«Radiohead» розпочали роботу над дев'ятим студійним альбомом у вересні 2014 року. 2015 року вони відновили роботу в студії La Fabrique поблизу Сен-Ремі-де-Прованс у Франції. Сесії були затьмарені смертю батька Ґодріча та розлученням Йорка з дружиною Рейчел Оуен, яка померла від раку у 2016 році. Роботу перервали, коли «Radiohead» доручили написати тему для фільму про Джеймса Бонда 007: Спектр 2015 року; після того, як їхню пісню «Spectre» відхилили, «Radiohead» випустили її на сайті потокового аудіо SoundCloud на Різдво 2015 року.
Дев'ятий студійний альбом «Radiohead», A Moon Shaped Pool, вийшов у травні 2016 року на сайті «Radiohead» та в онлайн-магазинах, а в червні — у роздрібній версії на XL Recordings. Його просуванню сприяли відеокліпи на сингли «Burn the Witch» і «Daydreaming», останній з яких зняв Андерсон. До альбому увійшли кілька пісень, написаних роками раніше, зокрема «True Love Waits», а також струнні та хоровий вокал у виконанні Лондонського сучасної оркестру. Він став шостим альбомом «Radiohead» у Великій Британії і посів третє місце у США. Він став п'ятим альбомом Radiohead, номінованим на премію Mercury Prize, що принесло «Radiohead» найбільшу кількість номінацій за всю історію премії, а також був номінований на 59-ту щорічну церемонію вручення премії Ґреммі в категоріях «Найкращий альбом альтернативної музики» і «Найкраща рок-пісня» (за пісню «Burn the Witch»). Альбом з'явився у списках найкращих альбомів року за версією багатьох видань.

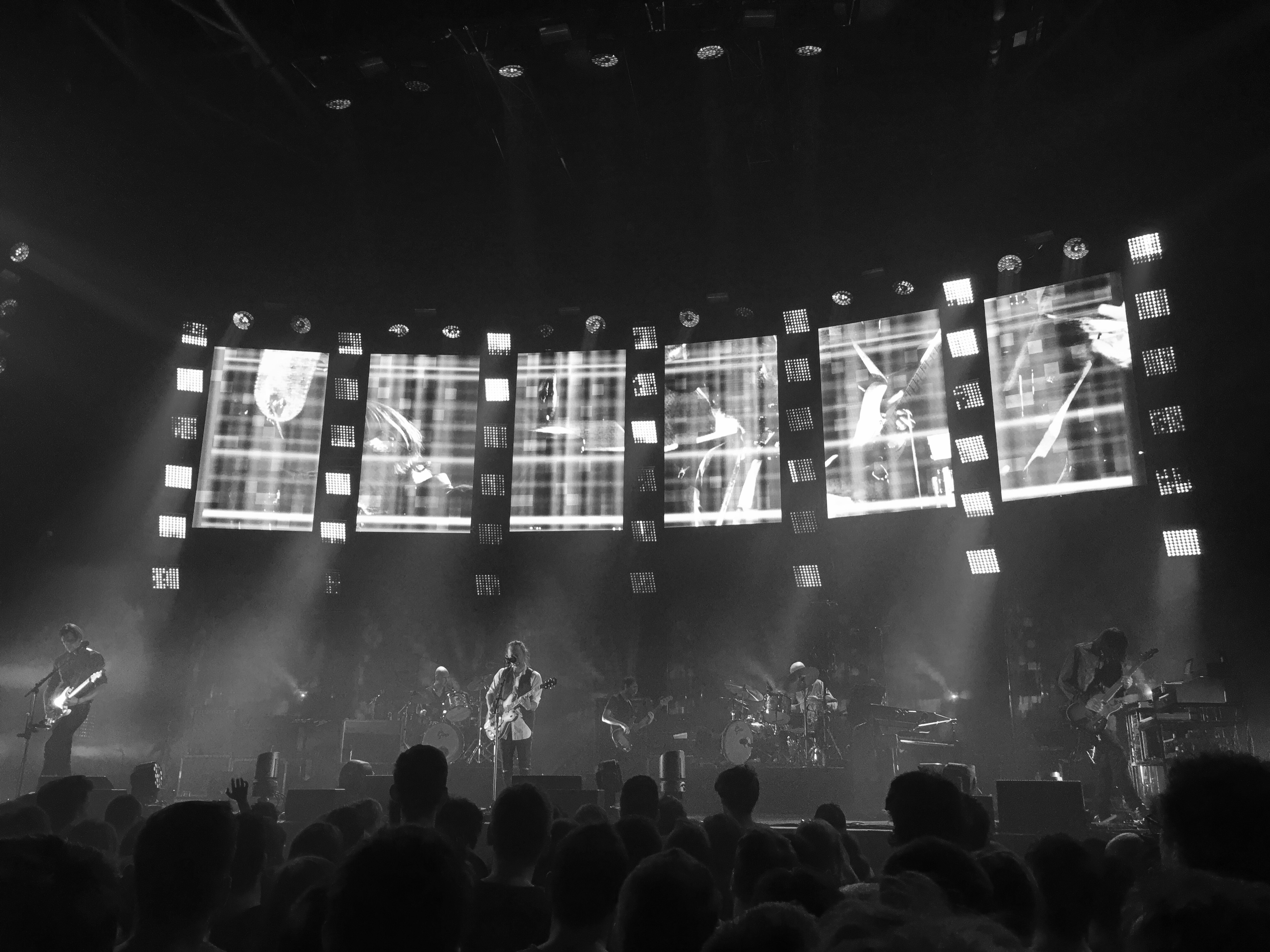
Radiohead під час виступу в турі Moon Shaped Pool 2016 року

У 2016, 2017 та 2018 роках «Radiohead» гастролювали Європою, Японією, Північною та Південною Америкою, включаючи хедлайнерські шоу на фестивалях Coachella та Glastonbury. Гастролі включали виступ у Тель-Авіві в липні 2017 року, попри кампанію Бойкот, дивестиція та санкції за міжнародний культурний бойкот Ізраїлю. Виступ розкритикували артисти, включаючи Роджера Вотерса і Кена Лоуча, а петицію із закликом до «Radiohead» скасувати його підписали понад 50 відомих діячів. Йорк відреагував на це у своїй заяві: «Грати в країні — це не те саме, що підтримувати уряд. Музика, мистецтво і наука — це перетин кордонів, а не їх побудова, це відкриті уми, а не закриті, це спільна людяність, діалог і свобода вираження поглядів».

### 2017—2020:OKNOTOKіMiniDiscs [Hacked]
У червні 2017 року «Radiohead» випустили ювілейне 20-те перевидання OK Computer, OKNOTOK 1997 2017, що включає ремастовану версію альбому, бі-сайди та раніше невиданий матеріал. «Radiohead» просували перевидання за допомогою музичних відеокліпів на нові треки «I Promise», «Man of War» та «Lift». OKNOTOK дебютував на другій сходинці UK Albums Chart, чому сприяв телевізійний виступ «Radiohead» на Ґластонбері того ж тижня, і досягнув 23 місця в американському чарті Billboard 200. Йорк і Джонні Ґрінвуд виступили з благодійним концертом у Марке, Італія, у серпні 2017 року після землетрусу в Центральній Італії у серпні 2016 року. У вересні відбулася прем'єра документального серіалу про природу Blue Planet II, в якому прозвучала нова версія треку з King of Limbs «Bloom», створена спільно з композитором Гансом Циммером.
«Radiohead» були номіновані до Зали слави рок-н-ролу у 2017 році, в перший рік, коли вони мали право на це. Вони були номіновані ще раз у 2018 році і були введені до неї в березні наступного року. Хоча Джонні Ґрінвуд і Йорк висловили незацікавленість у цій події, Селвей і О'Браєн були присутні і виступили з промовами. Співак Девід Бірн, один з тих, хто вплинув на формування Radiohead, виголосив промову, в якій похвалив інновації «Radiohead» у музиці та релізах, які, за його словами, вплинули на всю музичну індустрію.
У червні 2019 року кілька годин записів, зроблених «Radiohead» під час роботи над OK Computer, просочилися в мережу. У відповідь на це «Radiohead» зробили записи доступними для придбання в Інтернеті під назвою MiniDiscs [Hacked], а всі виручені кошти передали екологічній групі Extinction Rebellion. У грудні Radiohead виклали свою дискографію у вільний доступ на YouTube. Наступного січня вони запустили Radiohead Public Library, онлайн-архів своєї творчості, включаючи музичні кліпи, живі виступи, художні роботи та документальний фільм 1998 року Meeting People Is Easy.. «Radiohead» призупинили роботу свого онлайн-контенту на час «чорного вівторка» (Blackout Tuesday), що пройшов 2 червня, на знак протесту проти расизму та поліцейської жорстокості.
У 2017 році Селвей випустив свою третю сольну роботу — саундтрек до фільму Let Me Go. Джонні Ґрінвуд був номінований на премію «Оскар» за найкращий оригінальний саундтрек за свою п'яту спільну роботу з Андерсоном Примарна нитка (2017), а також написав музику до другого фільму Лінн Ремсі Тебе ніколи тут не було (2018). Йорк випустив свій перший саундтрек до повнометражного художнього фільму Суспірія (2018), а також свій третій сольний альбом Anima (2019), підтриманий короткометражним фільмом режисера Андерсона. У 2020 році О'Браєн випустив свій дебютний сольний альбом Earth під псевдонімом EOB. Він писав пісні роками, але відчував, що вони мають «особливу енергетику», яка була б втрачена з «Radiohead».

### 2021–дотепер:Kid A Mnesia, the Smile і сайд-проєкти

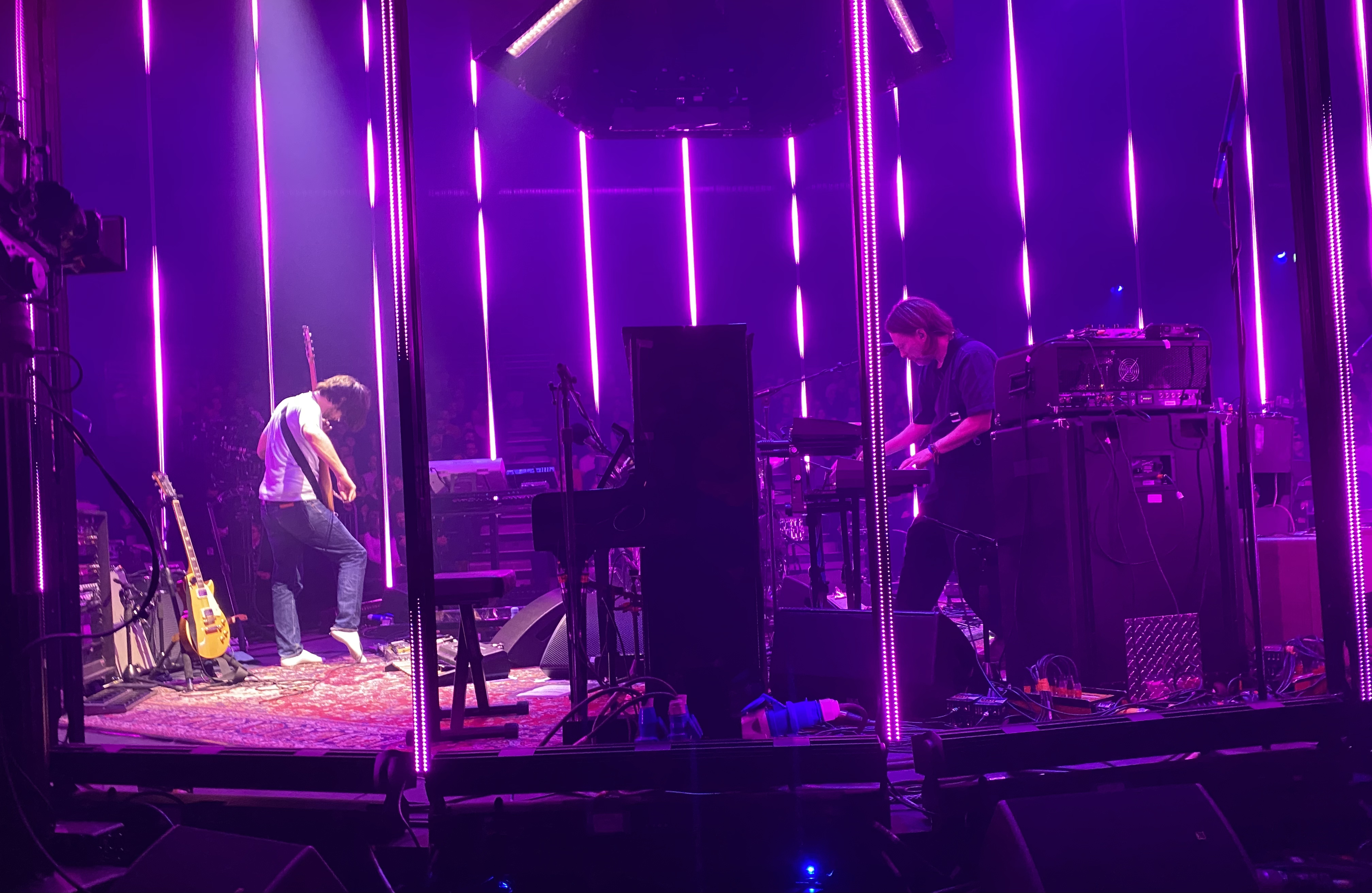
Джонні Ґрінвуд і Йорк виступають з барабанщиком Томом Скіннером як The Smile у січні 2022 року

«Radiohead» відмовилися від планів гастролей у 2021 році через пандемію COVID-19. У листопаді вони випустили Kid A Mnesia, ювілейне перевидання, до якого увійшли Kid A, Amnesiac та раніше невиданий матеріал. Його просували за допомогою синглів для завантаження та відеокліпів на раніше невидані треки «If You Say the Word» та «Follow Me Around». Плани щодо арт-інсталяції на основі альбомів були скасовані через логістичні проблеми та пандемію. Замість цього «Radiohead» створили безкоштовну відеогру Kid A Mnesia Exhibition для PlayStation 5, macOS і Windows.
Під час прямого ефіру на фестивалі Ґластонбері у травні 2021 року Йорк і Джонні Ґрінвуд дебютували з новою групою, The Smile, з барабанщиком Томом Скіннером. Ґрінвуд сказав, що проєкт був способом працювати з Йорком під час карантину через COVID-19. Критик The Guardian Алексіс Петрідіс описав Smile як «більш скелетоподібну та вузлувату версію "Radiohead"», з незвичними тактовими розмірами, складними рифами та «жорсткою» моторик-психоделією. У травні 2022 року Smile випустили свій дебютний альбом A Light for Attracting Attention, який отримав визнання. Критик Pitchfork Раян Домбал написав, що це «безсумнівно, найкращий альбом сайд-проєкту "Radiohead"». У 2022 і 2023 роках Smile гастролювали в усьому світі. Їхній другий альбом Wall of Eyes вийшов у січні 2024 року.
Колін Ґрінвуд гастролював Австралією у 2022 році у складі гурту Ніка Кейва та Воррена Елліса, а у вересні 2023 року розпочав турне з Кейвом. Селвей випустив свій третій сольний альбом Strange Dance у лютому 2023 року. Jarak Qaribak, альбом Джонні Ґрінвуда та ізраїльського рок-музиканта Дуду Тасси, вийшов у червні 2023 року. Селвей сказав, що для учасників «Radiohead» робота з іншими музикантами є корисною, і що всі проєкти об'єднані під «парасолькою» «Radiohead», і що «Radiohead» «все ще існує».

## Стиль і написання пісень
Музичний стиль «Radiohead» описують як артрок, альтернативний рок, електроніка, експериментальний рок, прогресивний рок, бритпоп, ґрандж, артпоп, та електронний рок. Джонні Ґрінвуд сказав, що «Radiohead» прагнуть знайти золоту середину між своїми експериментальними впливами та прямолінійною рок-музикою, і що ними рухало скоріше бажання не повторюватися, аніж бути «експериментальними». Барабанщик Клайв Дімер, який записується і виступає з «Radiohead» з 2011 року, сказав, що «Radiohead» не вважають себе рок-гуртом і що їхня методологія ближча до джазу: «Вони свідомо намагаються уникати кліше і стандартних форм заради пісні … Рок-гурти так не роблять. Це набагато більше схоже на джазовий менталітет».
Пісні «Radiohead» зазвичай починаються з уривків Йорка, які гармонійно розвиває Джонні Ґрінвуд, перш ніж решта учасників гурту розроблять свої партії. У той час як Йорк ніколи не вчився читати ноти, Ґрінвуд пройшов навчання з теорії музики. У Pitchfork Раян Домбал писав, що «динаміка дуету „ліва півкуля — права півкуля“ виявилася однією з найавантюрніших в історії року». У той час як Джонні Ґрінвуд грає більшість партій соло-гітари, О'Браєн часто створює ефекти навколишнього середовища, широко використовуючи процесор ефектів.
Хоча Йорк є керівником «Radiohead», всі учасники гурту беруть участь в аранжуванні. 2004 року Йорк сказав, що якщо раніше його влада була «абсолютно незбалансованою» і він «підривав владу інших за будь-яку ціну», то наступні альбоми були більш демократичними. Він вибачився перед колегами по гурту за свою поведінку «схибленого на контролі». О'Браєн сказав, що жоден з учасників гурту не може бути замінений, і кожен з них задоволений своїм становищем у гурті.
«Radiohead» часто пробують кілька підходів до пісень і можуть розробляти їх роками. Наприклад, «Radiohead» уперше виконали пісню «True Love Waits» у 1995 році, а потім випустили її в іншому аранжуванні на альбомі A Moon Shaped Pool аж у 2016 році. Ґрінвуд сказав, що бачить «Radiohead» як «просто різновид аранжування для створення пісень за допомогою будь-якої технології, яка підходить для пісні», чи то віолончель, чи то лептоп.
Сесії Kid A і Amnesiac принесли зміни в музику і методи роботи Radiohead. Після відходу від традиційного рок-інструментарію учасники гурту стали більш гнучкими і часто змінювали інструменти. На Kid A і Amnesiac Йорк грав на клавішних і бас-гітарі, Джонні Ґрінвуд — на хвилях Мартено, Колін Ґрінвуд займався семплуванням, а О'Браєн і Селвей працювали з драм-машинами і цифровими маніпуляціями.

### Вплив на гурт
Серед ранніх впливів на «Radiohead» були «Queen», Боб Ділан, «Pink Floyd» та Елвіс Костелло, постпанк гурти «Joy Division», «Siouxsie and the Banshees» та Magazine, а також значною мірою альтернативні рок-гурти 1980-х років, такі як R.E.M., U2, «Pixies», «The Smiths» та «Sonic Youth». Джонні Ґрінвуд назвав гітариста Magazine Джона Макгеоха своїм найбільшим гітарним впливом. До середини 1990-х років «Radiohead» перейняли методи запису з хіп-хопу, натхненні семплуванням DJ Shadow, і зацікавилися використанням комп'ютерів для генерування звуків. Серед інших впливів — саундтреки Енніо Морріконе, рок-гуртів 1960-х років, таких як Beatles і Beach Boys, а також «стіна звуку» Філа Спектора.
«Radiohead» посилалися на джазових виконавців 60-х і 70-х років, таких як Майлз Девіс, Чарльз Мінгус і Еліс Колтрейн, як на джерела свого впливу. За словами Джонні Ґрінвуда, «Ми приносимо наші улюблені джазові альбоми і кажемо: ми хочемо зробити це. І насолоджуємося звучанням нашої невдачі!» Він порівнював їхній джазовий вплив з англійськими гуртами 1950-х років, що імітували американські блюзові записи.
Електронна музика Kid A та Amnesiac була натхненна захопленням Йорка артистами лейблу Warp Records, такими як Aphex Twin. У 2013 році Йорк назвав Aphex Twin своїм найбільшим впливом. Kid A також використовує семпли ранньої комп'ютерної музики. Краут-рок гурти 1970-х років, такі як Can і Neu! також мали значний вплив у цей період. Інтерес Джонні Ґрінвуда до класичної музики XX століття також зіграв свою роль, посилаючись на вплив композиторів Кшиштофа Пендерецького та Олів'є Мессіана. З часу запису Kid A Ґрінвуд грає на хвилях Мартено, ранньому електронному інструменті, популяризованому Мессіаном. Під час запису In Rainbows «Radiohead» згадували рок, електронну музику, хіп-хоп та експериментальних музикантів як таких, що вплинули на них, в тому числі Б'єрк, M.I.A., Liars, Modeselektor і Spank Rock. У 2011 році Йорк заперечував, що «Radiohead» мали на меті робити «експериментальну музику», кажучи, що вони «постійно поглинають музику» і що різноманітні музиканти завжди впливають на них.

### Теми і тексти пісень
Йорк є автором текстів «Radiohead». Хоча його ранні тексти були особистими, починаючи з Kid A він експериментував з технікою розрізання слів і фраз та їх випадковим складанням. Він не пише біографічних текстів, кажучи, що натомість пише «спазматичну» лірику, засновану на образах, взятих із зовнішніх джерел, таких як телебачення. Він навмисно використовує кліше, ідіоми та інші поширені вирази, натякаючи на «розум, поглинений безглуздими даними». Журналіст з The New Republic Раян Керні припустив, що використання Йорком поширених виразів, які він назвав «радіохедизмами», було спробою «позбавити нашу спільну мову сенсу і викрити порожнечу повсякденного дискурсу».
За словами Йорка, багато його текстів мотивовані гнівом, виражають його політичні та екологічні занепокоєння і написані як «постійна відповідь на дводумство». Pitchfork писав, що лірика Йорка на альбомі A Moon Shaped Pool була менш цинічною, передаючи подив і здивування. Йорк відкинув звинувачення в тому, що Radiohead грають «депресивну» музику, заявивши в 2004 році: «Депресивна музика для мене — просто лайно. Це як освіжувач повітря — просто неприємна маленька отрута в повітрі».

## Спадщина та впливовість гурту
«Radiohead» називають одним з найвидатніших рок-гуртів XXI століття. Станом на 2011 рік «Radiohead» продали понад 30 мільйонів копій альбомів. Їхні альбоми 90-х The Bends та OK Computer вплинули на ціле покоління британських виконавців, серед яких Coldplay, Keane, Джеймс Блант та Travis. Експериментальному підходу «Radiohead» приписують розширення альтернативного року.
За словами журналіста AllMusic Стівена Томаса Ерлвайна, на початку XXI століття «Radiohead» стали «еталоном всього безстрашного і авантюрного в рок-музиці», змінивши Девіда Бові, Pink Floyd і Talking Heads. 2001 року Джонні Марр, гітарист одного з перших гуртів, що вплинули на «Radiohead», The Smiths, сказав, що «Radiohead» — це гурт, який «найближче підійшов до справжнього впливу Smiths».
У 2003 році критик The Village Voice Роберт Крістгау написав, що «Radiohead» — «єдиний молодий гурт, який поєднує консенсус критиків зі здатністю заповнити зал, більший за Hammerstein Ballroom». Гевін Хейнс з NME у 2014 році назвав «Radiohead» «Beatles нашого покоління». У 2020 році академік Дафна Брукс описала «Radiohead» як «найчорніший білий рок-гурт, що з'явився за останні 30 років», посилаючись на їхній вплив на чорний джаз, вплив на чорношкірих художників та їхні «інтроспективні інші світи», які паралельні до творчості радикальних чорношкірих художників.

### Індустрія
Kid A вважається першопрохідцем у використанні інтернету для трансляції та просування музики. Реліз альбому In Rainbows за принципом «плати скільки хочеш» вважається важливим кроком у розповсюдженні музики. Forbes писав, що гурт «допоміг викувати шаблон для нетрадиційних альбомів в епоху інтернету», випередивши таких артистів, як Бейонсе та Дрейк. Виступаючи на церемонії введення «Radiohead» до Зали слави рок-н-ролу у 2019 році, вокаліст гурту Talking Heads Девід Бірн, який на початку свого творчого шляху вплинув на «Radiohead», похвалив їхні музичні та реліз-інновації, які, за його словами, вплинули на всю музичну індустрію.

### Нагороди
Творчість «Radiohead» займає високі місця як в опитуваннях слухачів, так і в списках найкращої музики 1990-х і 2000-х років, складених критиками. У списку 2004 року, складеному 55 музикантами, письменниками та керівниками індустрії, Rolling Stone поставив «Radiohead» на 73 сходинку найвидатніших артистів усіх часів. Вони також увійшли до списку найкращих гуртів усіх часів за версією Spin (15-те місце) та до списку найкращих артистів за версією VH1 (29-те місце). Гаррі Флетчер з Evening Standard назвав «Radiohead» третім найкращим британським гуртом в історії.
«Radiohead» є найбільш номінованим гуртом на Mercury Prize, з п'ятьма номінованими альбомами. 2019 року вони були включені до Зали слави рок-н-ролу. У 2009 році читачі Rolling Stone проголосували за «Radiohead» як другого найкращого виконавця 2000-х років, після Green Day. У 2021 році читачі Pitchfork проголосували за три альбоми «Radiohead» серед десяти найкращих альбомів за попередні 25 років, у тому числі Kid A на першому місці. Джонні Ґрінвуд і О'Браєн увійшли до списків найкращих гітаристів журналу Rolling Stone, а Йорк — до списків найкращих співаків.

## Співпраця
Найджел Ґодріч вперше працював з «Radiohead» як звукорежисер над їхнім другим альбомом The Bends. Він продюсував усі їхні студійні альбоми, починаючи з третього, OK Computer. Він також виконує роль давнього персонажа Chieftain Mews, що з'являється в промо-матеріалах «Radiohead». Ґодріча називають «шостим членом гурту», як алюзія на Джорджа Мартіна, якого називали «п'ятим бітлом». У 2016 році Ґодріч сказав: «У мене може бути тільки один гурт, як «Radiohead», з яким я працюю вже стільки років. Це дуже глибокі та міцні стосунки. У Beatles міг бути лише один Джордж Мартін; вони не могли змінити продюсера на півдорозі своєї кар'єри. Вся ця робота, довіра і знання один одного були б викинуті у вікно, і їм довелося б починати все спочатку».
Художник-графік Стенлі Донвуд познайомився з Йорком, коли вони були студентами. Разом вони створили всі обкладинки альбомів «Radiohead» та візуальні роботи з 1994 року. Донвуд працює в студії з групою під час запису, дозволяючи музиці впливати на свою роботу. У 2002 році вони з Йорком отримали Ґреммі за спеціальне видання альбому Amnesiac, оформлене у вигляді бібліотечної книги.
З моменту заснування «Radiohead» Енді Вотсон був світловим та сценічним режисером «Radiohead», розробляючи візуальне оформлення концертів. Пітер «Планк» Клементс працював з «Radiohead» ще до альбому The Bends, здійснюючи технічний менеджмент студійних записів та живих виступів. Джим Воррен був звукорежисером «Radiohead» з моменту їхнього першого туру в 1992 році, і записав ранні треки, включаючи «High and Dry» і «Pop Is Dead». Барабанщика Клайва Дімера залучили у 2011 році, щоб допомогти виконати складні ритми пісень альбому The King of Limbs, і відтоді виступає і записується з «Radiohead». Пол Томас Андерсон зняв кілька відеокліпів для Йорка і «Radiohead», а також співпрацював з Джонні Ґрінвудом, який створював музику до кількох фільмів і документального фільму Junun 2015 року. Менеджерами «Radiohead» є Кріс Гаффорд і Брайс Едж з компанії Courtyard Management. Гаффорд спродюсував їхній перший реліз, мініальбом Drill, і був співпродюсером їхнього першого альбому Pablo Honey.

## Каталог композицій
«Radiohead» записали свої перші шість альбомів за контрактом з Parlophone, дочірньою компанією EMI. Контракт закінчився з виходом альбому Hail to the Thief у 2003 році. Вони не продовжили контракт на наступний альбом, In Rainbows, оскільки EMI не давала їм контролю над своїм бек-каталогом, а новому власнику, Гаю Гендсу, вони не довіряли. Radiohead самостійно видавали свої наступні роботи, а роздрібні видання випускав лейбл XL Recordings. У жовтні 2015 року «Radiohead» подали до суду на «Parlophone» за відрахування, зроблені з завантажень їхнього бек-каталогу.
У вересні 2012 року EMI купила Universal Music. Європейська комісія схвалила угоду за умови, що Universal Music продасть компанію Parlophone, яка контролювала записи Radiohead. У лютому 2013 року Parlophone, разом з бек-каталогом «Radiohead», купила Warner Music Group (WMG). Умовою покупки WMG уклала угоду з мережею Merlin Network і торговою групою Impala про передачу 30 % каталогів Parlophone незалежним лейблам за згодою артистів. В результаті, у квітні 2016 року WMG передала бек-каталог «Radiohead» лейблу XL. The Best Of і перевидання EMI, що вийшли у 2008 році без схвалення «Radiohead», були вилучені зі стрімінгових сервісів.

## Учасники гурту
- Том Йорк — вокал, гітара, піаніно, клавішні
- Джонні Ґрінвуд — гітара, клавішні, хвилі Мартено, оркестрові аранжування
- Колін Ґрінвуд — бас-гітара
- Ед О'Браєн — гітара, ефекти, бек-вокал
- Філіп Селвей — барабани, перкусія

Додаткові концертні учасники
- Клайв Дімер — барабани, перкусія (2011-дотепер)

## Дискографія

### Студійні альбоми
- Pablo Honey (22 лютого 1993)
- The Bends (13 березня 1995)
- OK Computer (16 червня 1997)
- Kid A (2 жовтня 2000)
- Amnesiac (4 червня 2001)
- Hail to the Thief (9 червня 2003)
- In Rainbows (10 жовтня 2007)
- The King of Limbs (18 лютого 2011)
- A Moon Shaped Pool (8 травня 2016)

## Хіт FM
- Воспроизвести